# Ankerbalkgebint

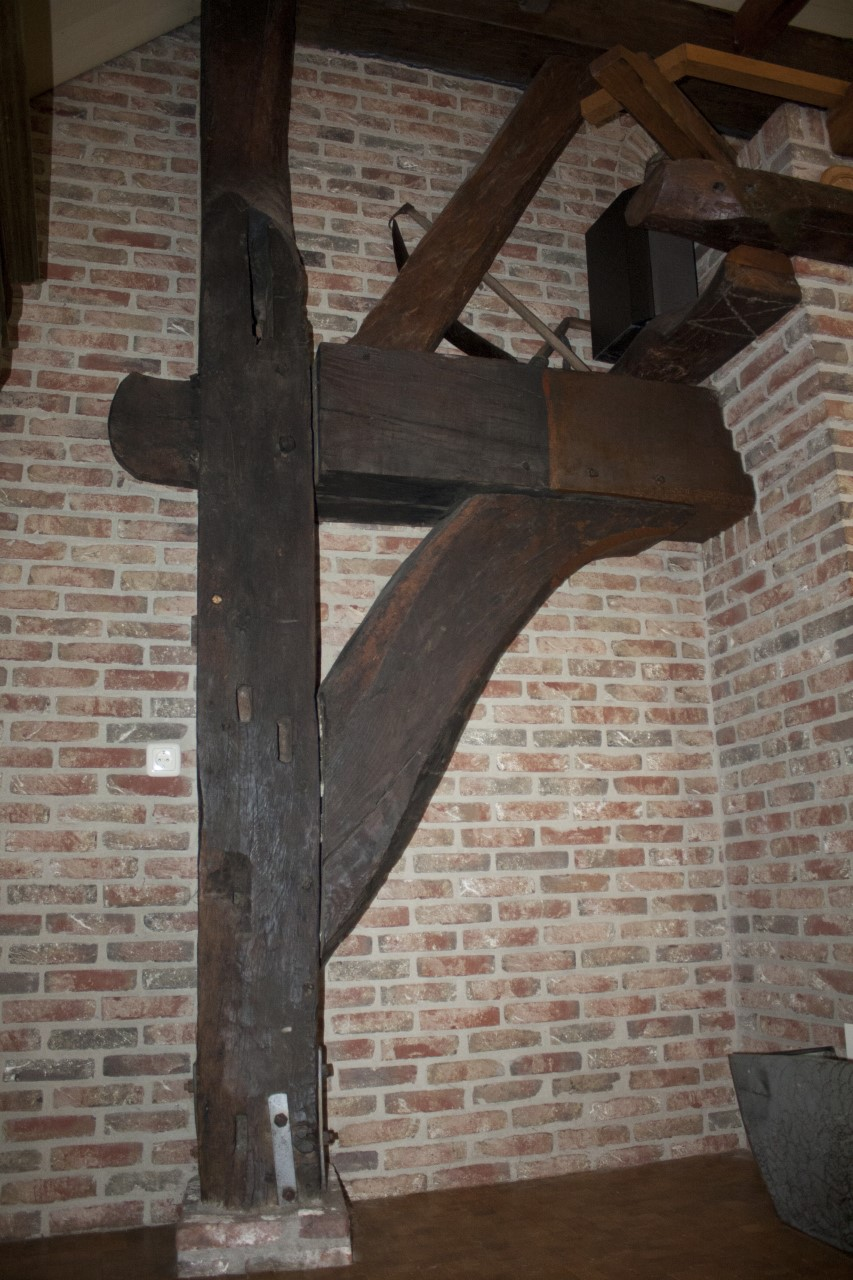
Ankerbalkgebint met zwaar korbeel

Een ankerbalkgebint (Duits: Hochrähmgerüst) is een gebint met twee verticale, doorlopende stijlen en een ligger, (de ankerbalk), die met pen-en-gatverbinding door de stijlen is gestoken en met toognagels is verankerd.
De voorlopers van het ankerbalkgebint verkregen hun stevigheid door de staanders diep in de grond te verankeren. De constructie van het ankerbalkgebint is zo sterk dat deze verankering niet langer noodzakelijk was. De staanders werden op stenen voeten geplaatst, poeren genaamd, met als groot voordeel dat ze niet meer kunnen inrotten waardoor de constructie bij goed onderhoud een vrijwel onbeperkte levensduur heeft.
De ankerbalkconstructie vond zijn toepassing in boerderijen, woonhuizen en kapgebinten van kerken en andere gebouwen. Dit type gebint komt sinds het einde van de middeleeuwen overal in Nederland, België en delen van Noord-Duitsland en Noord-Frankrijk voor, aanvankelijk alleen in dakstoelen en vanaf ongeveer 1400 ook in boerderijen en andere gebouwen. Het oudste bekende voorbeeld is een boerderij uit Vessem (noord-Brabant), waarvan het gebint dendrochronologisch is gedateerd op 1390.  
Lange tijd heeft men gemeend dat het ankerbalkengebint in Oost-Nederland de oudste constructievorm was, die mogelijk al in de Bronstijd werd toegepast. Inmiddels zijn er veel aanwijzingen (onder andere uit Drenthe,Westerwolde en Noord-Brabant) dat dit type in Oost-Nederland is voorafgegaan door langsgebinten, elders door dekbalkgebinten. Het ankerbalkgebint geeft meer opslagruimte; de stijlen konden bovendien verder van elkaar geplaatst worden, zij het niet zo ver als bij een dekbalkgebint. 
In het grootste deel van Noord-Holland, Friesland, Groningen en het aangrenzende Oost-Friesland en  komt deze constructie slechts spaarzaam voor, voornamelijk bij eikenhouten gebinten uit de late zestiende en zeventiende eeuw. Voor grenen gebinten is het ankerbalkengebint vermoedelijk minder geschikt, vanwege het risico dat te dun uitgevoerde stijlen gaan splijten. 
De ankerbalkenconstructie raakte in de zestiende en zeventiende eeuw ook bij hallenhuizen In delen van Westfalen en Oldenburg in zwang. Opvallend is dat Hollandse immigranten, die zich rond 1600 in Eiderstedt (Sleeswijk-Holstein) vestigden, eveneens de voorkeur gaven aan stolpboerderijen met een ankerbalkgebint, ook wanneer deze in grenen werd uitgevoerd. Uit de Wilster Marsch (bij Glückstadt) zijn twee hallenhuizen met ankerbalken uit ca. 1565 en 1569 gedocumenteerd, daarnaast vond men deze constructie in een boerderij uit Vinkel in Noordwest-Jutland, gedateerd op 1546. Ankerbalken werden al rond 1520 gebruikt in spijkers en bijschuurtjes, maar bij boerderijen en graanschuren elders in Noord-Duitsland en in Denemarken raakten ze pas in de loop van de zeventiende en achttiende eeuw in zwang. Grote boerenschuren of agerumslader in Jutland werden vanaf de achttiende eeuw gewoonlijk van een ankerbalkengebint voorzien.
De gebinten werden vaak door de dorpstimmerman op zijn werf vervaardigd en voorzien van telmerken, zodat deze als bouwpakket op de bouwplaats in elkaar gezet konden worden. Bouwhistorici kunnen soms van deze telmerken afleiden in welke periode de gebinten ongeveer gemaakt zijn.